# Donnchad mac Briain
Donnchad mac Briain, död 1064, var en irländsk monark. 
Han var kung av Munster 1014–1064, och Irlands högkung mellan 1022 och 1064.  